# Stary cmentarz żydowski w Kraśniku
Stary cmentarz żydowski w Kraśniku – kirkut ma powierzchnię 0,64 ha. Mieści się przy ulicy Strażackiej. Nie wiadomo kiedy dokładnie powstał, być może miało to miejsce w XVII wieku. W czasie II wojny światowej został zdewastowany przez nazistów. Po wojnie na jego terenie urządzono park.